# Boda (Baranya)
Boda es un pueblo ubicado en el distrito de Szentlőrinc, en el condado de Baranya, Hungría.

## Superficie
Posee una superficie de 15,42 kilómetros cuadrados.

## Demografía
Hasta 2024 la población era de 417 habitantes, con una densidad de población de 27,04 habitantes por kilómetro cuadrado.